# Crna poljarica
Crna poljarica (latinski: Hierophis viridiflavus) zmija je iz porodice guževa.

## Rasprostranjenost
Javlja se u Andori, Hrvatskoj, Francuskoj, Grčkoj, Italiji, Malti, Sloveniji, Španjolskoj, Švicarskoj, i vjerojatno Luksemburgu.
U Hrvatskoj se nalazi najviše na zapadu države, posebice u Istarskoj, Primorsko-goranskoj i Ličko-senjskoj županiji.

## Podvrste
Poznate su dvije podvrste s različitom morfologijom: Hierophis viridiflavus carbonarius i Hierophis viridiflavus viridiflavus. Prva je dorzalno u potpunosti crna (i nju nalazimo u Hrvatskoj), a potonja ima šare.

## Otrovnost
Crna poljarica ne smatra se prijetnjom ljudima.

## Galerija
- Hierophis viridiflavus viridiflavus
- Hierophis viridiflavus carbonarius
- Mlada (juvenilna) jedinka H. v. viridiflavus

## Vanjske poveznice
- Opažanja, iNaturalist